# Crise monétaire anglaise des années 1550
La crise monétaire anglaise des années 1550 fut spécifique à l'Angleterre, qui avait opéré en 1543 le Great Debasement, ou grande « dévaluation » de la monnaie en circulation, la proportion d'argent qu'elles contenaient ayant été progressivement divisée par quatre en huit ans, pour tomber à seulement un quart en 1551, ce qui provoqua ensuite une vague d'inflation et une fuite des pièces d'or d'Angleterre.

## Mécanismes
La crise intervient peu de temps avant que se produise en France en 1557 l'effondrement des emprunts d'État du Grand Parti de Lyon et dans les deux cas, le phénomène a pour origine une rareté plus importante que prévu de l'argent-métal en provenance de l'Amérique espagnole, où le fabuleux gisement du Potosi n'entre pleinement en activité qu'au milieu des années 1560. 
En Angleterre, le métal monétaire utilisé contient habituellement onze onces et deux fractions d'argent métal en 1543 pour douze onces de métal monétaire (titré 920/1000e). En 1551, ce n'était plus que trois onces d'argent pur, soit un abaissement du titre de 75 % environ (250/1000e). L'arrivée au pouvoir en 1560 de la reine Élisabeth Ire et de son ministre des Finances Thomas Gresham se traduit par un retour aux parités antérieures, dans l'espoir de juguler l'inflation et même de faire baisser les prix, qui « avaient doublé ou triplé en quelques années », selon l'historien Fernand Braudel.

## Conséquences
Si, sur le plan commercial, l'opération réussit, permettant à la monnaie anglaise de retrouver son statut sur la place d'Anvers, sur le carrefour du commerce mondial, les prix n'ont pas baissé. L'épisode a inspiré à Thomas Gresham sa fameuse « loi de Gresham », induisant que « la mauvaise monnaie chasse la bonne ». Ce qui signifie en clair que les Britanniques ont très tôt appréhendé, à l'instar des Hollandais, la monnaie de type fiduciaire : le papier monétaire « aussi bon que l'or » y fait son apparition dès la fin du XVIIe, permettant l'accélération des échanges et du crédit commercial, suivant une logique mercantiliste. 
Plus tard, l'histoire économique britannique vécut un épisode assez proche avec la crise monétaire anglaise des années 1690, également résolu par la frappe d'une nouvelle monnaie afin de pallier la perte de confiance dans les pièces d'argent-métal. Plus tard, la fuite de capitaux anglais de 1774 ne pourra être considérée comme une crise, même si elle se traduisit aussi par la sortie massive du royaume de pièces d'or et d'argent : les billets de banque compensant leur absence, elle n'entraîna pas de crise économique, la révolution industrielle ayant plutôt tendance à s'accélérer.
L'arrivée massive d'argent-métal en provenance de la mine sud-américaine du Cerro Rico, à Potosi, à partir du milieu des années 1560 a facilité la résolution de la crise car l'argent-métal était devenu moins rare. Il permit aussi une politique du même type en France, où à partir de 1577 la livre tournois fut stabilisée par Henri III, à l'instigation des marchands de Lyon, dont la partie protestante avait fui à Anvers puis Amsterdam.